# クンルン・エナジー
クンルン・エナジー（英語: Kunlun Energy、中国語: 昆侖能源）は、中国石油集団の石油子会社である。
主に中国と海外（カザフスタン、オマーン、ペルー、タイ、アゼルバイジャン、インドネシアを含む）で、原油と天然ガスの探査と生産を経営している。
元名は中国石油（香港）だったが、2010年にクンルン・エナジーへ変更した。